# Saint-Eugène (Aisne)
Saint-Eugène és un municipi francès situat al departament de l'Aisne i a la regió dels Alts de França. L'any 2007 tenia 226 habitants.

## Demografia

### Població
El 2007 la població de fet de Saint-Eugène era de 226 persones. Hi havia 97 famílies de les quals 35 eren unipersonals (23 homes vivint sols i 12 dones vivint soles), 27 parelles sense fills, 31 parelles amb fills i 4 famílies monoparentals amb fills.
La població ha evolucionat segons el següent gràfic:
Habitants censats

### Habitatges
El 2007 hi havia 121 habitatges, 99 eren l'habitatge principal de la família, 15 eren segones residències i 7 estaven desocupats. 98 eren cases i 1 era un apartament. Dels 99 habitatges principals, 68 estaven ocupats pels seus propietaris, 27 estaven llogats i ocupats pels llogaters i 4 estaven cedits a títol gratuït; 20 tenien una cambra, 3 en tenien dues, 14 en tenien tres, 21 en tenien quatre i 41 en tenien cinc o més. 78 habitatges disposaven pel capbaix d'una plaça de pàrquing. A 47 habitatges hi havia un automòbil i a 40 n'hi havia dos o més.

### Piràmide de població
La piràmide de població per edats i sexe el 2009 era:
| Homes | Edats   | Dones |
| ----- | ------- | ----- |
| 0     | 95 o +  | 0     |
| 4     | 90 a 94 | 0     |
| 0     | 85 a 89 | 0     |
| 0     | 80 a 84 | 0     |
| 0     | 75 a 79 | 0     |
| 0     | 70 a 74 | 4     |
| 16    | 65 a 69 | 4     |
| 4     | 60 a 64 | 8     |
| 4     | 55 a 59 | 8     |
| 12    | 50 a 54 | 8     |
| 0     | 45 a 49 | 12    |
| 8     | 40 a 44 | 4     |
| 4     | 35 a 39 | 0     |
| 4     | 30 a 34 | 8     |
| 12    | 25 a 29 | 4     |
| 8     | 20 a 24 | 4     |
| 16    | 15 a 19 | 20    |
| 4     | 10 a 14 | 4     |
| 12    | 5 a 9   | 0     |
| 12    | 0 a 4   | 4     |

## Economia
El 2007 la població en edat de treballar era de 145 persones, 100 eren actives i 45 eren inactives. De les 100 persones actives 90 estaven ocupades (52 homes i 38 dones) i 10 estaven aturades (4 homes i 6 dones). De les 45 persones inactives 19 estaven jubilades, 12 estaven estudiant i 14 estaven classificades com a «altres inactius».

### Ingressos
El 2009 a Saint-Eugène hi havia 100 unitats fiscals que integraven 252 persones, la mediana anual d'ingressos fiscals per persona era de 16.813 €.

### Activitats econòmiques
Dels 4 establiments que hi havia el 2007, 2 eren d'empreses de construcció, 1 d'una empresa de transport i 1 d'una empresa classificada com a «altres activitats de serveis».
Dels 2 establiments de servei als particulars que hi havia el 2009, 1 era una fusteria i 1 empresa de construcció.
L'any 2000 a Saint-Eugène hi havia 3 explotacions agrícoles que ocupaven un total de 288 hectàrees.

## Equipaments sanitaris i escolars
El 2009 hi havia una escola elemental integrada dins d'un grup escolar amb les comunes properes formant una escola dispersa.

## Poblacions més properes
El següent diagrama mostra les poblacions més properes.